# Апоксіомен

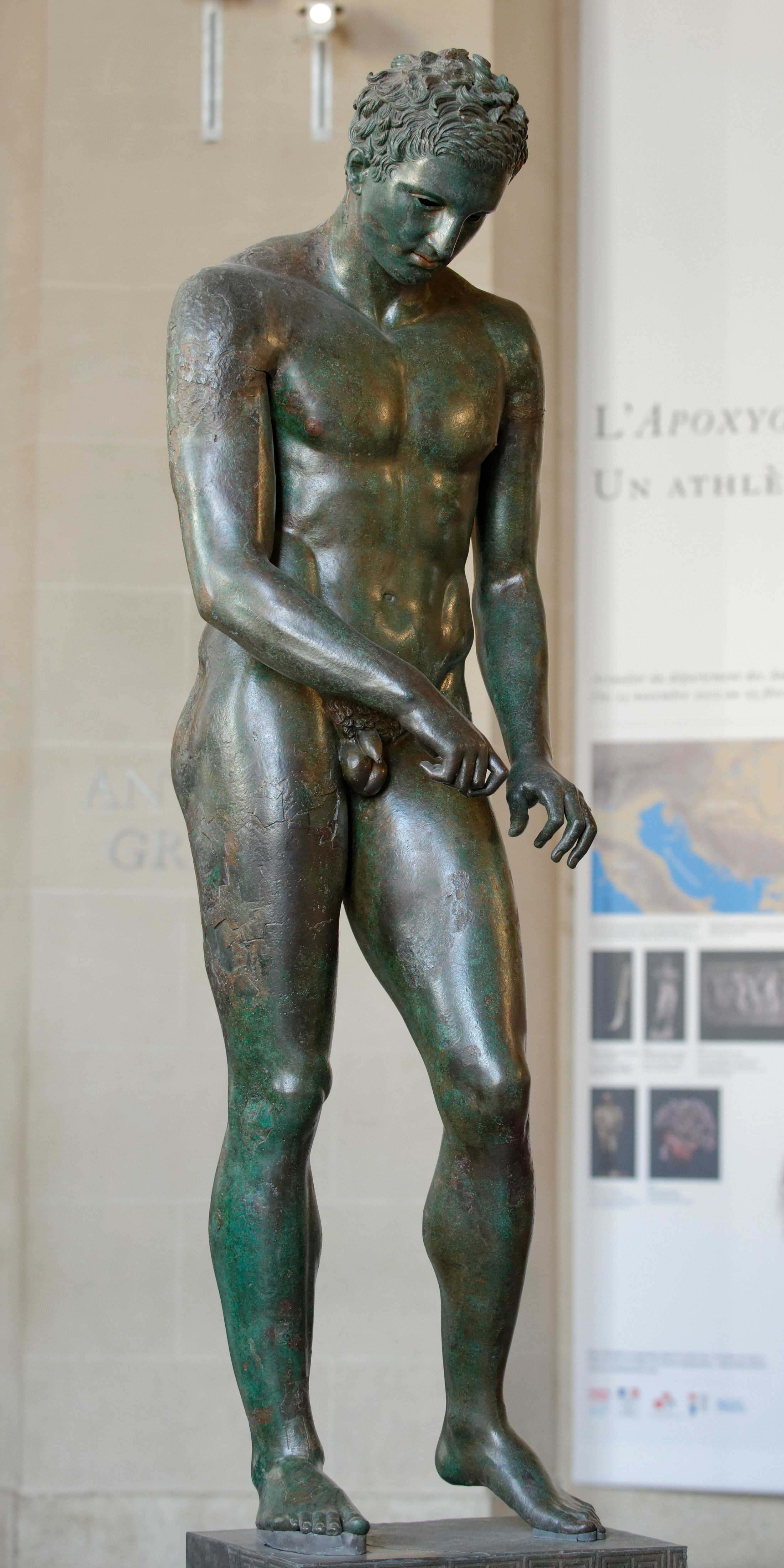
«Хорватський Апоксіомен» у Музею Мімара у Загребі

Апоксіомен (грец. Αποξυόμενος) — один з типів давньогрецької статуї, зображення атлета, який чистить себе стригілем.

## Збережені екземпляри
Найбільш відомим є «Анаксіомен» Лісіппа Сікіонського, придворного скульптора Александра Македонського, зроблений у 330 році до н. е. Бронзовий оригінал втрачено, він відомий за описом Плінія Старшого у «Природній історії». Пліній повідомляє, що римський воєначальник Марк Віпсаній Агріппа встановив шедевр Лісіппа у зведених ним «Термах Агріппи», близько 20 року до н. е. Пізніше імператор Тіберій так полюбив статую, що повелів перенести її до своєї спальні.
Збережена копія, виконана з пентелійського мармуру, знайдена у 1849 році у римському районі Трастевере. Знаходиться у Музеї Пія-Климента у Ватикані (під ім'ям «Ватиканського»). Трошки більша, ніж у натуральну величину, вона виражає новий канон пропорцій, впроваджений Лісіппом: зі злегка меншою головою (1:8 від загальної висоти, проти 1:7 у Поліклета), довшими і тоншими кінцівками. Пліній, посилаючись на самого Лісіппа, зауважує: інші скульптори «зображують людей такими, якими вони є насправді, він зображує їх такими, якими вони уявляються». Лісіпп ставив фігуру у правдивий контрапост, з витягнутою рукою, щоб передати відчуття руху і вигідні аспекти з різних кутів зору.
Пліній також згадує використання мотиву «Апоксіомена» іншими скульпторами — Поліклетом і його учнем Дедалом Сікіонським.
У 1896 в Ефесі знайдені 234 окремих уламки бронзової статуї, які наразі знаходяться у Музеї історії мистецтв Відня. Вона зображує атлета, який чистить руки від пилу та поту. Можливо, це робота самого Поліклета.
Повністю збережена бронзова статуя «Анаксіомена», зі стригілем у лівій руці, знайдена Рене Вутеном у північній частині Адріатичного моря, між острівцями Веле Орюле і Козяк, поблизу острова Лошинь (Хорватія) у 1996 році. Скульптура лежала на морському дні, покрита губками й іншою морською живністю. Всі частини статуї збереглися, хоча голова відкололась від тіла. 192 см заввишки, статуя, як припускають, є давньогрецькою копією (ІІ-І ст. до н. е.) «Апоксіомена» Лісіппа. Наразі вона слугує експонатом Музею Мімара у Загребі (під ім'ям «Хорватський Апоксіомен»).
Поряд з цілими статуями, музеї світу зберігають і фрагменти античних «Апоксіоменів». У петербурзькому Ермітажі знаходиться копія голови, знайдена у XIX ст. Інша бронзова голова знаходилася у колекції Бернардо Нані у Венеції з початку XVIII ст. (наразі — у Музеї Мистецтв Кімбелл, штат Техас), припускають, що її знайшли на Пелопоннесі.

## Галерея

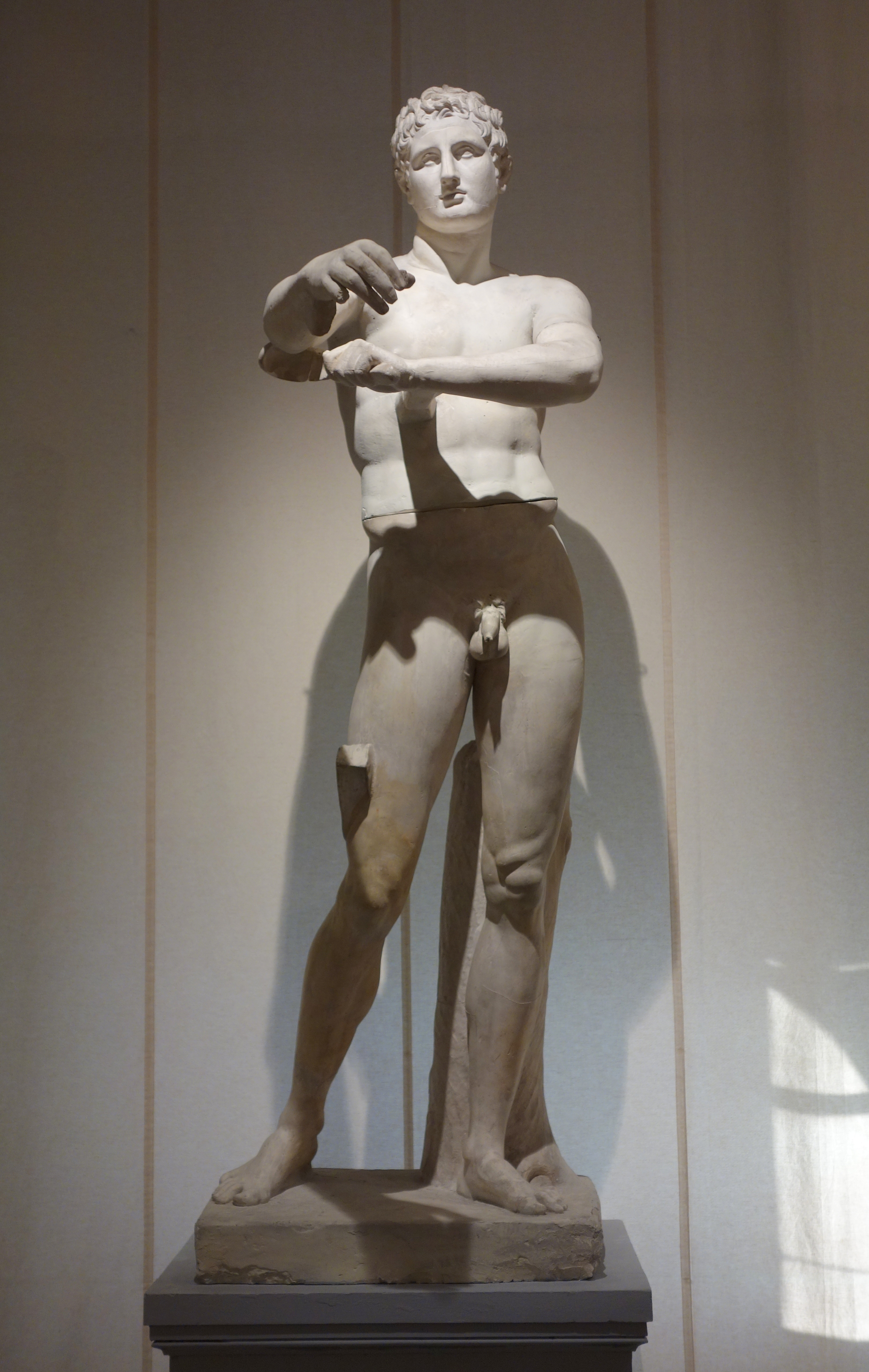
Апоксиомен. 1800-е гг. Мрамор. Ватикан
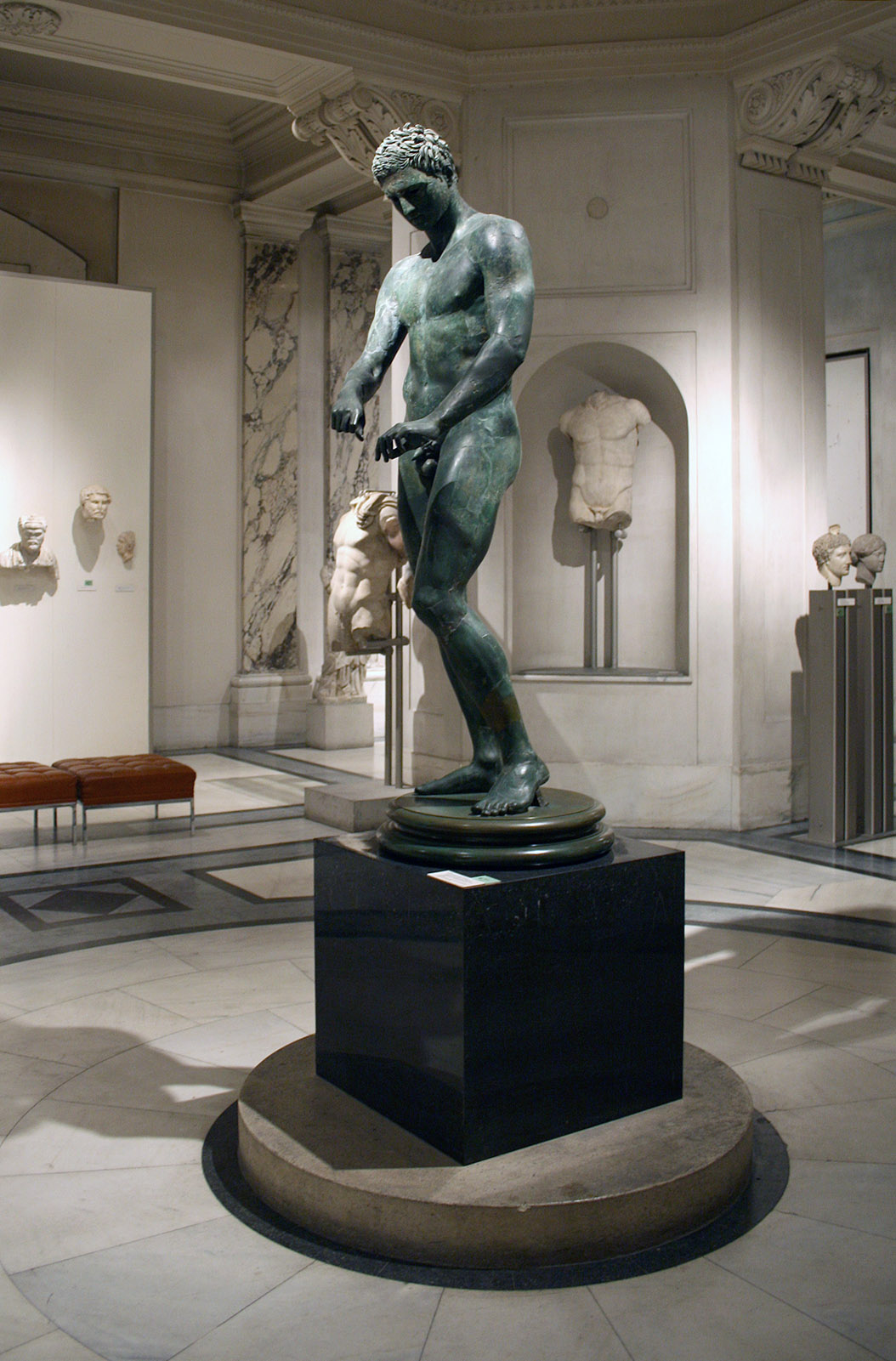
Апоксиомен из Эфеса. Бронза. Эфесский музей. Хофбург, Вена
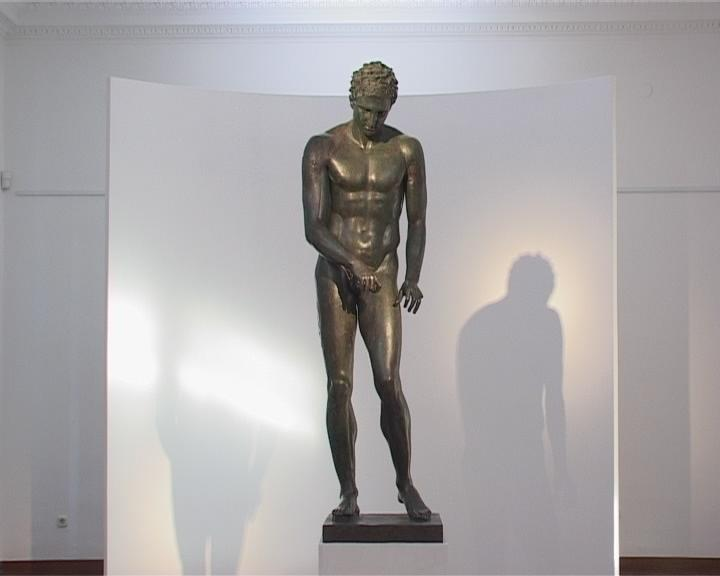
Хорватский Апоксиомен. II—I в. до н. э. Мали-Лошинь, Хорватия
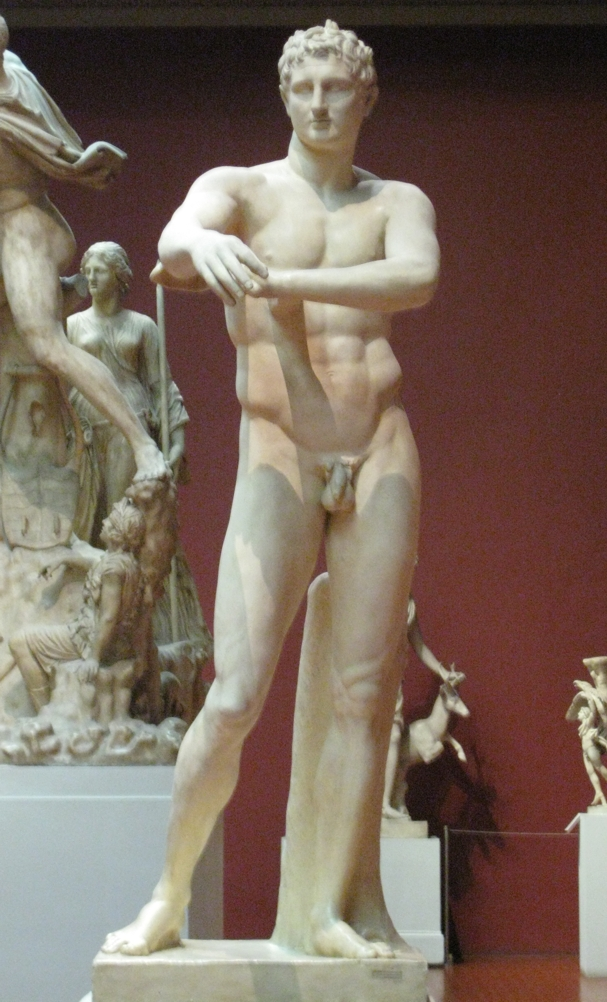
Слепок статуи в Музее изобразительных искусств им. А. С. Пушкина, Москва
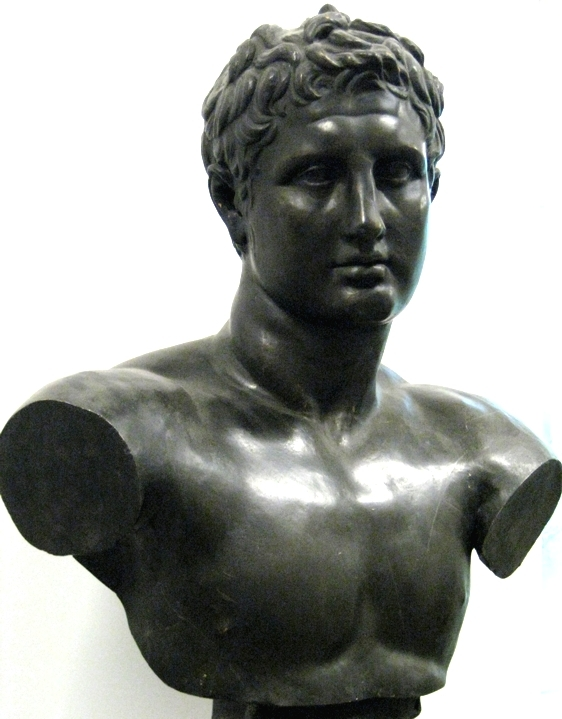
Тонированный слепок. Музей изобразительных искусств им. А. С. Пушкина, Москва
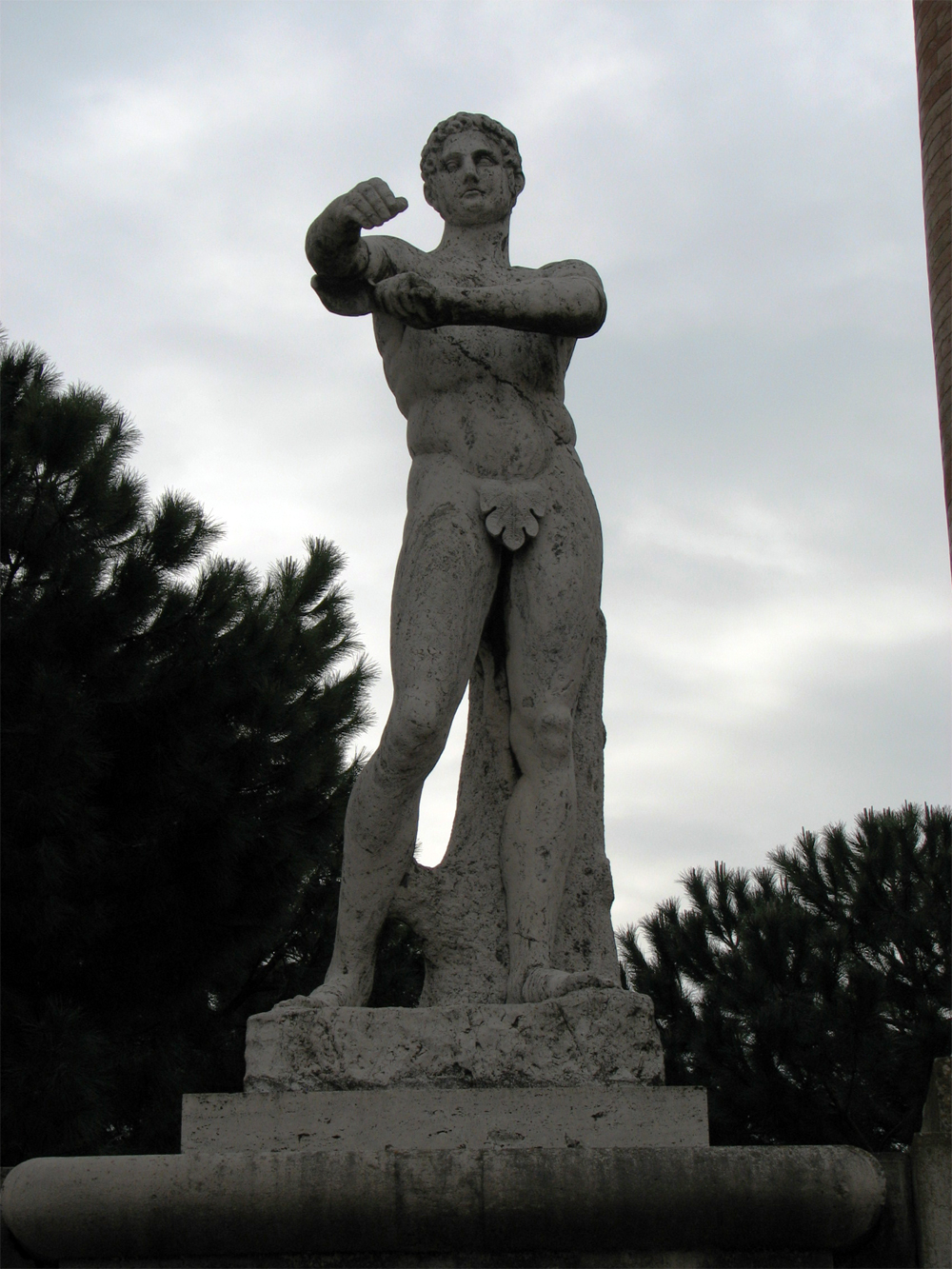
«Мемориал павшим». Ч. Баццани. 1932. Мачерата, Италия (Марке)
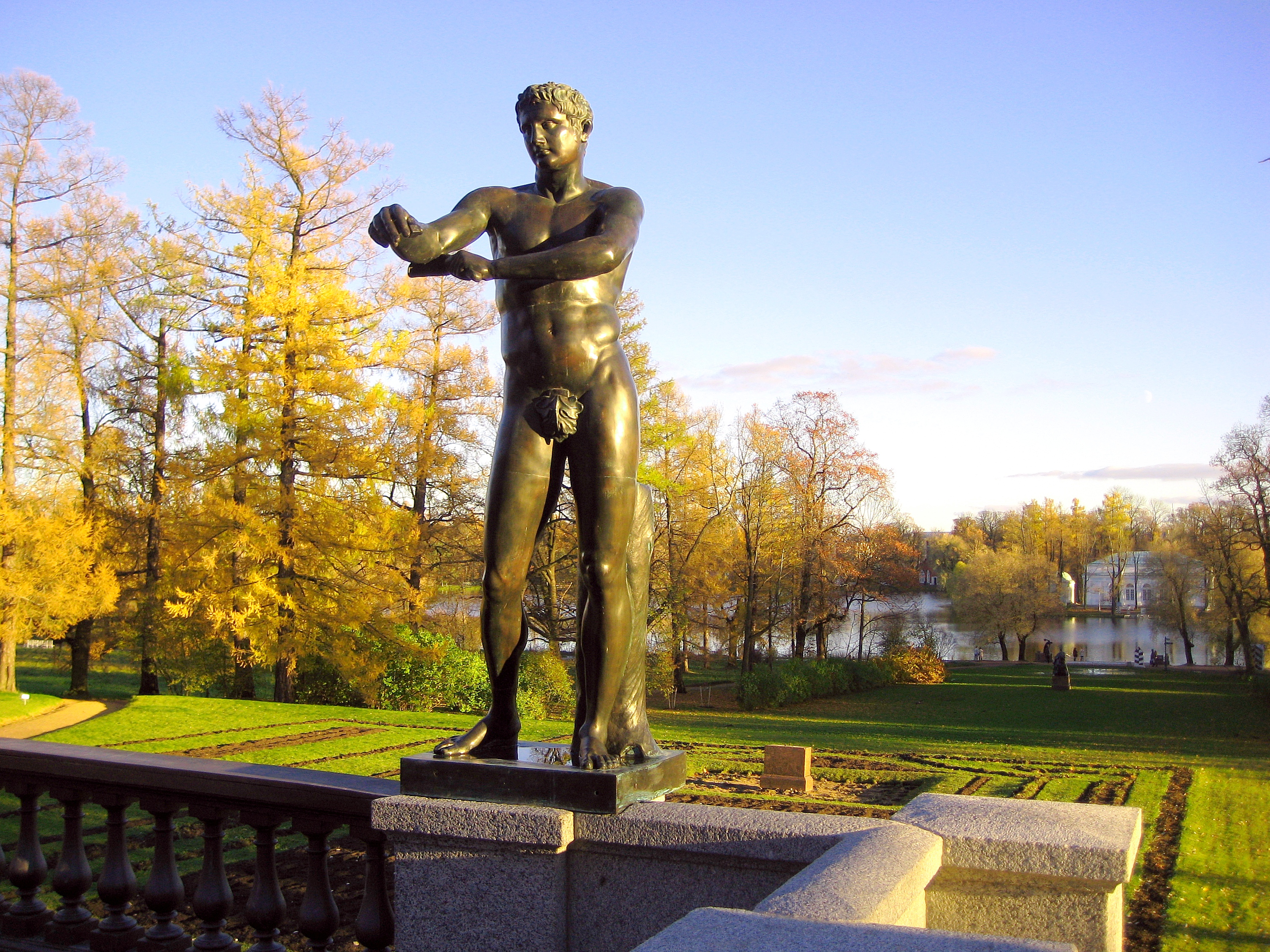
«Царскосельский Апоксиомен». 1851. Гальванокопия. Гранитная терраса, Екатерининский парк Царского Села
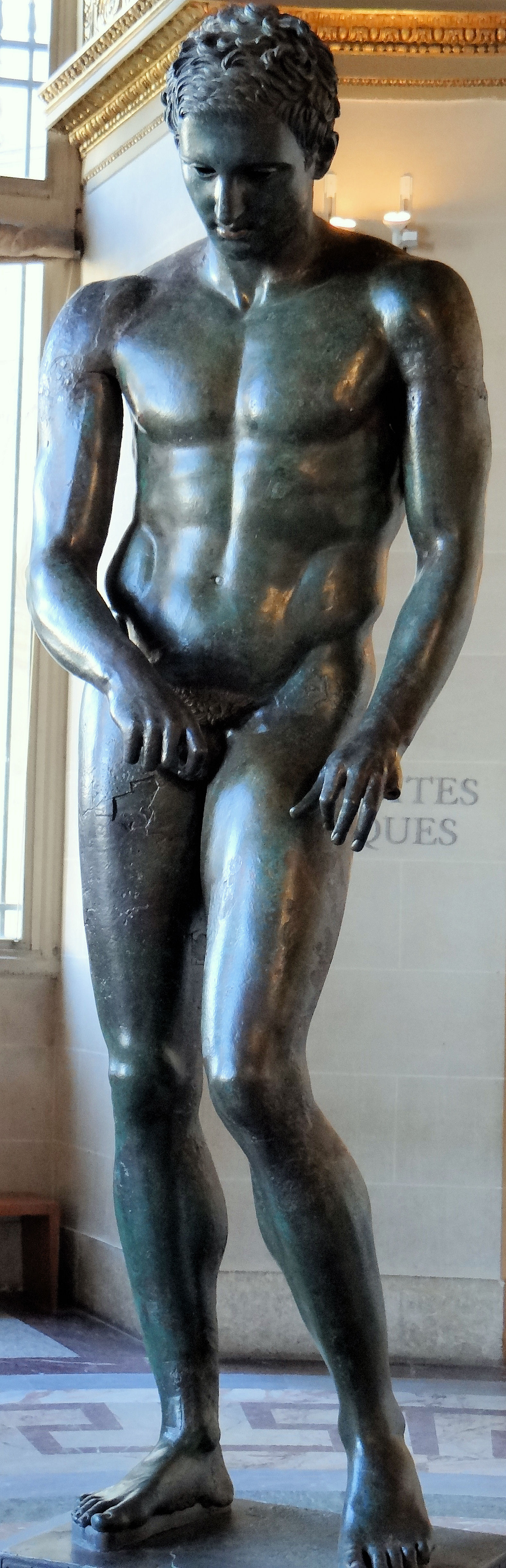
Лувр
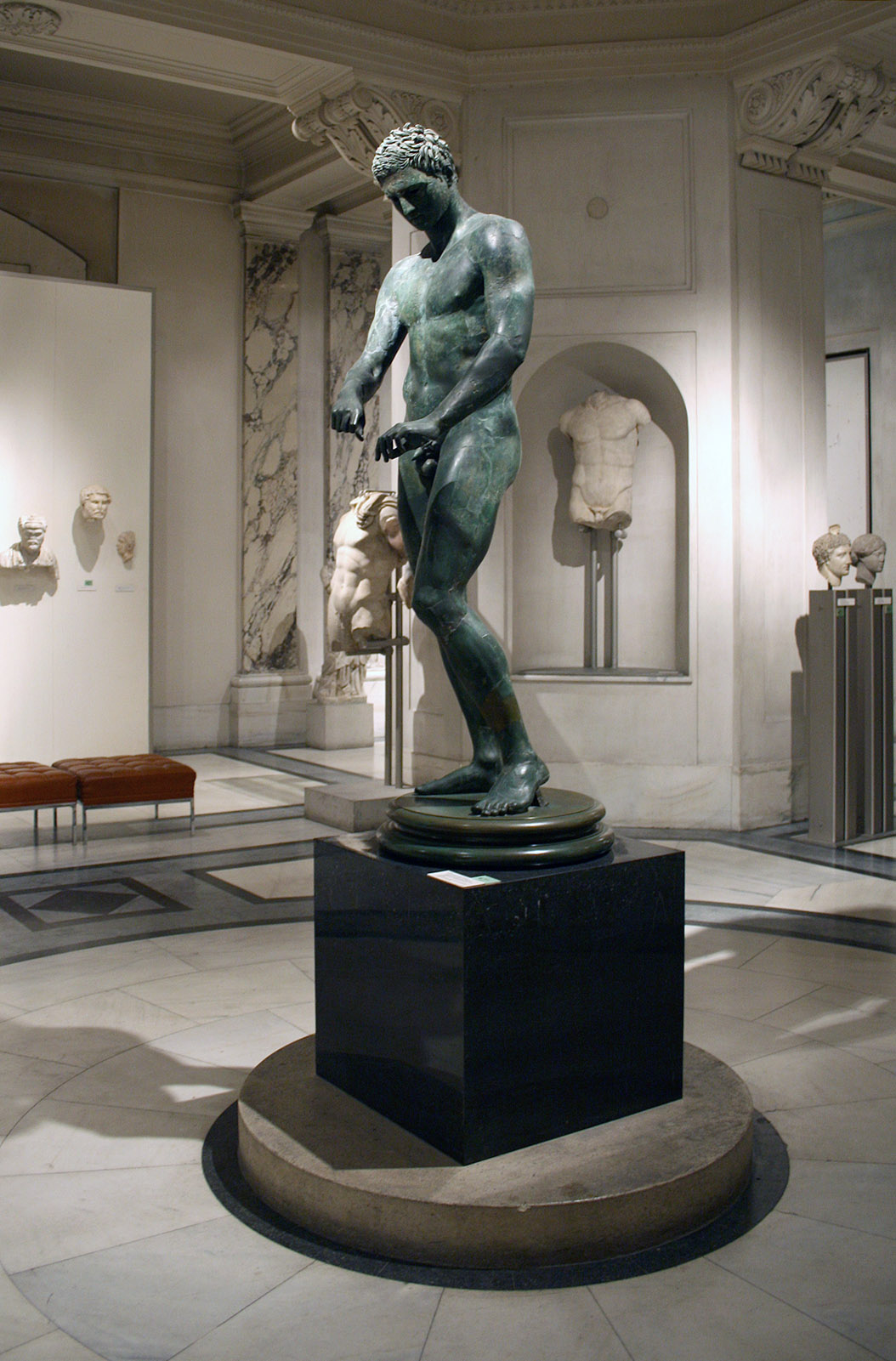
Відень